# Kharasan
La mine de Kharasan  extrait de l'uranium par lixiviation in situ dans le bassin du Syr-Daria au Kazakhstan, approximativement à 100 km au sud-est de Kyzylorda et 250 km au nord-ouest de Chimkent. 
Les réserves d'uranium de Kharasan sont estimées à environ 60 millions de tonnes de minerai possédant une teneur en uranium de 0.074%.
Une production pilote démarre en août 2008. En 2012, la mine de Kharasan produit 582 tonnes d'uranium, dont 175 tonnes sont attribuées à Uranium One. Uranium One espère recevoir l'agrément de mise en service définitive pour la fin 2013.